# Magyar építészek listája
A magyar építészek listáján elsősorban (de nem kizárólag) azok a nevezetes magyar vagy magyar származású személyek szerepelnek, akiknek a munkásságát valamilyen építészeti díjjal elismerték. A név mellett a születési (illetve halálozási) év és egyéb, a munkásságára vonatkozó egyéb adat is elhelyezhető (pl. díjának vagy munkahelyének a megnevezése).
A világ építészeit lásd az építészek listája betűrendben szócikkben.
| Ábécé szerinti tartalomjegyzék                                                                           |
| --- |
| A, Á B C Cs D Dz Dzs E, É F G Gy H I, Í J K L Ly M N Ny O, Ó Ö, Ő P Q R S Sz T Ty U, Ú Ü, Ű V W X Y Z Zs |

## A, Á
- Aczél Gábor (1947)
- Adler Károly (1849–1905)
- Aggházy Tibor (1880–1956)
- Ágoston László (1964)
- Ágoston Emil (1876–1921)
- Ágoston Géza (1875–1936)
- Aigner Sándor (1854–1912)
- Álgyay Hubert Pál (1894–1945)
- Almár György (1895–1974)
- Almási Balogh Loránd (1869–1945)
- Alpár Ignác (1855–1928)
- Ankerl Géza (1933–2022)
- Apáthy Katalin (1938)
- Árkay Aladár (1868–1932)
- Árkay Bertalan (1901–1971)
- Áts Géza (1953) Pro Architectura díjas (2016)

## B
- Bábolnay József (1886–1983) iparművész, magyar–amerikai
- Bachman Gábor (1952)
- Bachman Zoltán (1945–2015)
- Bágyuj Lajos (1920–1985)
- Bajnay László (1930) Ybl- és Alpár-díjas építész
- Bajnay Zsolt (1934)
- Bakos Béla (1924–1986)
- Balázs Ernő (1856–1930)
- Balázs Mihály (1955–)
- Balogh Ferenc (1941–2002)
- Balogh István (1927–1981)
- Balogh Lóránd, Almási (1869–1945)
- Bálint Imre (1947) Ybl Miklós-díjas magyar építész, egyetemi adjunktus
- Bálint Zoltán (1871–1939)
- Bán Ferenc (?)
- Bán Ferenc (1940)
- Bán Sándor (1909–1938?)
- Barát Béla (1888–1945)
- Baráth Etele (1942)
- Barsiné Pataky Etelka (1941–2018) a Buváti építésze, várospolitikus, uniós képviselő
- ifj. Bartók Béla (1910–1994)
- Basa Péter (1964–2009)
- Báthory István (1873–1949)
- Bauer Emil (1883–1956)
- Baumgarten Sándor (1864–1928)
- Baumhorn Lipót (1860–1932)
- Bazsó Lajos (1928–2010) Alpár Ignác-emlékérmes építész, a Veszprémi Tervező Vállalat keszthelyi irodavezetője
- Beczássy-Oláh Gyula (1937–2014)
- Benczúr Béla (1854–1941)
- Bene László (1924)
- Benedek Dezső (1869–1932)
- Benjamin Károly (1897–1968)
- Benkhard Ágost, ifj. (1910–1967)
- Beöthy István (1897–1961)
- Beregszászi Nagy Pál (1790–1865)
- Berger Dezső (1886–1938)
- Bergh Károly (1830–1889)
- Bernthaller Adolf (1874–1926)
- Beszédes Kornél (1923–2003) Alpár-érmes építész, festőművész
- Bleyer György (1907–1970)
- Bobula János, id. (1844–1903)
- Bobula János, ifj. (1871–1922)
- Bodonyi Csaba (1943)
- Bohn Alajos (1879–1937)
- Böhm Henrik (1867–1936)
- Borbiró Virgil (1893–1856)
- Boross Zoltán (1926–2014)
- Borostyánkői Mátyás (1942)
- Borsos József (1875–1952)
- Borsos József (1901–1981) építészmérnök, urbanista, egyetemi tanár
- Borsos László (1903–1975)
- Borvendég Béla (1931–2014)
- Bory Jenő (1879–1959)
- Böjthe Tamás (1929–2019)
- Böjtös László (1931–2021)
- Brein Ferenc (1817–1879)
- Brein Fülöp (1742–?)
- Brein Ignác (1787–1834)
- Breuer Imre (1892–1962)
- Breuer Marcell (1902–1981)
- Brunnhuber Lőrinc
- Bukovics Gyula (1841–1914)

## C
- Callmeyer Ferenc (1928–)
- Conti Lipót Antal (1708–1773)
- Czeglédi István (1930) Ybl Miklós-díjas építész (UVATERV)
- Czigány Tamás (1955–)
- Czigler Géza (1958–)
- Czigler Győző (1850–1905)

## Cs
- Csaba László (1924–1995)
- Csaba Rezső (1903–1955)[1] Cságoly Ferenc (1948–)
- Csanády Gábor
- Csángó András (1927–1967)
- Csánk Rottmann Elemér (1897–1969) építészmérnök, elsősorban kórházépületeiről ismert (KÖZTI)
- Cserba Dezső (1908–1983)
- Csete György (1937)
- Csics Miklós (1928–1985)
- Csikós Attila (1942)
- Csikós Mihály (1955)
- Csíkszentmihályi Péter (1941)
- Csiszár Lajos (1876–1963)
- Csomay Zsófia (1940–)
- Csontos Csaba (1940–2023)
- Csorba Tibor (?–1981)
- Csorba Zoltán (1936)
- Csordás Tibor (1925–1998)

## D
- Dajka Péter (1975)
- Dániel György
- Dankó József (?–1955)
- Dávid Károly (1903–1973)
- Dékány Csabáné (Rácz Anna) (1937)
- Dénesi Ödön (1921–2011)
- Dévényi Sándor (1948)
- Dévényi Tamás (1954)
- Diescher József (1811–1874)
- Dobai János (1953)
- Dobosi Szabó Márton (?–1961)
- Dobovszky (Dobóczky) József István (1882–1930)

- Domány Ferenc (1899–1939)
- Domokos Gábor (1961–) építészmérnök, matematikus, a MTA tagja
- Dragonits Tamás (1924) a KÖZTI Ybl- és Reitter-díjas építésze
- Drenker Mátyás (1654–1729)
- Dul Dezső (1925–2015)
- Dummerling Ödön (1907–1976)
- Dvorák Ede (1861–1920)

## E, É
- Eberling Béla (1881–1950)
- Ekler Dezső (1953)
- Elkán György (1937)
- Erdei Ferenc (1933–1986)
- Erdély Miklós (1928–1986)
- Erdélyi Balázs (1950–)
- Erő Zoltán (1958)

## F
- Fábián Gáspár (1885–1953)
- Fábián István (1921–2013)
- Farbaky Péter
- Farkas Gábor (1944) építész, a Bács-Kiskun Megyei Tervező Vállalat Alpár Ignác-emlékérmes osztályvezetője
- Farkasdi Zoltán (1908–2001)
- Farkasdy Zoltán (1923–1989)
- Faulwetter Eckárd (1771–?)
- Fecskés Tibor
- Fejes Mária Anna (1931)
- Fekete Antal (1955) a Finta Stúdió építésze
- Feketeházy János (1842–1927)
- Fellner Jakab (1722–1780)
- Fellner Sándor (1857–1944)
- Ferencz István (1944)
- Ferkai András (1953)
- Feszl Frigyes (1821–1884)
- Feszty Adolf (1846–1900)
- Fiala Ferenc (1904–1988)
- Finta József (1935–2024)
- Fischer József (1901–1995)
- Fittler Kamill (1853–1910)
- Fleischl Róbert (1864–1926)
- Fodor Gyula (1872–1942)
- Fodor Jenő vasúti ép. (1908–1951)
- Foerk Ernő (1868–1934)
- Forbát Alfréd (1897–1972)
- Földes László (1959–)
- Francsek Imre id. (1864–1920)
- Francsek Imre ifj. (1891–1952)
- Freund Dezső (1884–1960)
- Freund Vilmos (1846–1922)
- Frey Lajos (1829–1877)
- Fried Miksa

## G
- G. Korompay Judit (városépítész) (1952–)
- Gábor László (1910–1981)
- Gábriel István (1937–)
- Gábriel Frigyes (1903–1996) belsőépítész
- Gádoros Lajos (1910–1991)
- Gál István (?) Békésterv
- Gáspár Kasza Jenő (?–1984) építész, az Ybl Miklós tervező Szövetkezet igazgató-főmérnöke
- Anthony Gall
- Gáthy Zoltán (1894–1972)
- Gaul Emil (1947)
- Gáyor Tibor (1929)
- Gellér Ferenc (1941)
- Gergely Jenő (1880–1974)
- Gerle János (1947–2012)
- Gerlóczy Gedeon (1895–1975)
- Gerster Károly (1819–1867)
- Getto Tamás
- Giergl Kálmán (1863–1954)
- Gilyén Jenő (1918–2011)
- Glaser Ferenc (1938–2011)
- Golda János (1953)
- Goldfinger Ernő (1902–1987)
- Gondos Izidor (1907-ig Scheer Izidor)
- Goszleth Lajos
- Gottgeb Antal
- Gózon Imre (1939) vezető tervező (Pannonterv)
- Granasztói Pál (1908–1985)
- Grossmann József (1747–1785)
- Guczogi György
- Gulyás Teréz (1937)
- Gulyás Zoltán (1930–2000)
- Gunther Zsolt
- Guzsik Tamás (1947–2002)

## Gy
- Gyenes Lajos (1888–1944)
- Györgyi Dénes (1886–1961)
- Györgyi Géza (1851–1934)

## H
- Hajnóczi Gyula (1920–1996)
- Hajós Alfréd (1878–1955)
- Halász István (1954) építész vezető tervező, településrendező (Pannonterv)
- Hamon Kristóf (1693–1748)
- Handler Ferdinánd Nándor (1836–1888)
- Harasta Miklós (1923–2011)
- Harmath László (1921–)
- Harnos László (1981–2008)
- Harsányi Attila
- Harsányi István (1938–)
- Harsányiné Vladár Ágnes (1938–)
- Hatlaczky Ferenc (1934–1986)
- Hattyasyné Markó Krisztina (1938–2011)
- Hauszmann Alajos (1847–1926)
- Hauszmann Sándor
- Havel Lipót
- Heckenast Péter (1926–2011)
- Hegedűs Ármin (1869–1945)
- Hegedűs Béla (1908–1992)
- Hegedüs Ernő (1921–1990)
- Heidelberg Sándor
- Heintz Béla (1878–1947)
- Hejhál Éva (1933) lásd: M. Hejhál Éva (Miltényiné)
- Herczegh Zsigmond
- Herzog Fülöp Ferenc (1860–1925)
- Hikisch Lajos
- Hikisch Rezső (1876–1934)
- Hild György (1968) építész, vezető tervező
- Hild János (1760?–1811)
- Hild József (1789–1867)
- Hild Károly (1812–1889) kőfaragó, építész (soproni Szt. Mihály-templom szószéke)
- Hiller József (1914–1997) Alpár Ignác-emlékérmes építész, az Építésgazdasági és Szervezési Intézet (ÉGSZI) első igazgatója
- Hoepfner Guido (1868–1945)
- Hofer Miklós (1931–2011)
- Hofhauser Antal
- Hofhauser Elek (1845–1923)
- Hofrichter József (1779–1835)
- Hofstätter Béla (1891–1944)
- Hóka László (1928?) az Ipari Épülettervező Vállalat építészmérnöke
- Hőnich Henrik (1941–2016)
- Horler Miklós
- Horváth Antal
- Horváth András
- Horváth Béla (1927–2013) Miskolc, Heves majd Mezőkövesd városok Barna Gábor-emlékérmes főépítésze
- Horváth Lajos
- Horváth László (1939) Ybl Miklós-díjas építész (UVATERV)
- Hubert József (1846–1916)
- Hudetz Béla
- Hugyecz László (1893–1958)
- Huszár Gyula (1921)
- Hübner Jenő (1863–1929)
- Hübner Mátyás
- Hübner Nándor
- Hübner Tibor (1897–1964)
- Hültl Dezső (1870–1946)
- Hüvös Salamon

## I, Í
- Irimiás Balázs
- Irsy László (1895–1981)
- Istvánfi Gyula

## J
- Jablonszky Ferenc (1864–1945)
- Jahoda Maja
- Jahn József (1845–1912) fővárosi eklektikus lakóépületek
- Jakab Dezső (1864–1932)
- Jakabffy Zoltán (1877–1945)
- Jámbor Lajos (1869–1955)
- Janáky István, id. (1901–1966)
- Janáky István, ifj. (1938–2012)
- Jancsó György (1937–)
- Janesch Péter (1953–)
- Jankovics Tibor
- János testvér (XV. század) [első ismert magyar építész]
- Jánossy György (1923–1998)
- Jánszky Béla (1884–1945)
- Janzó József (1926–2014) Széchenyi- és Reitter-díjas mérnök, a MÉLYÉPTERV osztályvezetője
- Jedlicska János
- Jeney Lajos DLA (1933-2014) Ybl Miklós-díjas magyar építész, iskolaépítész
- Jónás Dávid (1871–1951)
- Jónás Zsigmond
- Jost Ferenc (1901–1957)
- Juhász Márta (1938)
- Jung József (1734–1808)
- Jurcsik Károly (1928–2009)

## K
- Kabdebó Gyula
- Kádár István építész (1930- n.a.) (Egy hely – A Gömbkilátó)
- Kádár Zoltán (1943) Alpár Ignác-emlékérmes építész, a Szolnokterv egykori igazgatója
- Kaesz Gyula (1897–1967)
- Kagerbauer Antal (1814–1872)
- Kallina Mór (1844–1913)
- Kallós Ede (1866–1950)
- Kalmár László
- Kampis Miklós (1935)
- Kappéter Géza (1878–1948)
- Kapsza Miklós (1929–2007) a BME Lakóépülettervezési Tanszék Ybl- és Reitter-díjas tanára
- Karácsony Tamás
- Kármán Géza Aladár (1871–1939)
- Károlyi Antal (1906–1970) a Vas Megyei Tervező Vállalat Ybl Miklós-díjas építésze
- Karvaly Gyula
- Kassai István
- Kasselik Ferenc (1796–1884)
- Kasselik Fidél (1770–1830)
- Kaszab Ákos (1943–2010) Ybl Miklós-díjas építész
- Katona József (1906(7)–1982)
- Kaufmann Oszkár (1873–1956)
- Kauser Gyula (1855–1920)
- Kauser István
- ifj. Kauser János
- Kauser József (1848–1919)
- Kauser Lipót (1818–1877)
- Kegyes Csaba (1944)
- Kékesi László (1929–1988)
- Kempelen Farkas (1734–1804)
- Kerényi József Péter (1939)
- Ulrich Keresztély (1836–1909)
- Keresztes K. Sándor
- Kertész András Tibor
- Keszthelyi Sándor
- Kévés György (1935)
- Khell Csörsz (1953)
- Kimakowicz Móric
- Kismarty-Lechner Jenő (1878–1962)
- Kismarty-Lechner Loránd (1883–1963)
- Kis Péter
- Kiss András (1940)
- Kiss Géza (1878–1944)
- Kiss István (1857–1902)
- Kiss István (1924–2011) a KÖZTI Ybl-díjas építésze
- Kiss József (1937)
- Kiss Lajos (1945) a Csomiterv terverzője, Szeged város főépítésze[2]
- Kiss Tamás (1936)
- Kiss Tibor (1899–1972)
- Klacher Márton
- Klenk Csaba (1970) Ybl Miklós-díjas (2010)
- Klein H. János
- Knabe Ignác
- Koch Henrik (1781–1861)
- Koch Henrik, ifj. (1837–1889)
- Koczor György (1951) Szegeden élő és dolgozó Ybl Miklós-díjas építész
- Kolbenheyer Ferenc (1840–1881)
- Kollár József (1870–1843)
- Kommer József
- Komor Marcell (1868–1944)
- Kónya Károly (1932)
- Kopasz István (1869–1913)
- Koppány Tibor
- Koppány Zoltán (1943–2013) a MAKONA egyik alapítója, Józsefváros polgármestere (1990–92)
- Korb Flóris (1860–1930)
- Korbonits Dezsőné
- Korényi András (1947)
- Korompay György (1905–1991)
- Koromzai Vilmos
- Kós Károly (1883–1977)
- Kotányi Attila (1924–2003)
- Kotsis Iván (1889–1980)
- Kovács Gyula
- Kovács József (1932) építészmérnök, a Szolnokterv egykori igazgatója
- Kovács Miklós (1938)
- Kováts András Miklós (1954)
- Kozma Lajos (1884–1948)
- Körner József (1907–1971)
- Kőrössy Albert Kálmán (1869–1955)
- Kőszeghy Attila
- Kővári György (1934–1982)
- Kriegler Sándor
- Kubinszky Mihály (1927-2016)
- Kunszt György (1924–2010)

## L
- L. Szabó Tünde (Lőrinczné) (1943–2004) a Somogyterv Ybl-díjas tervezője
- Lajta Béla (1873–1920)
- Lakatos Kálmán (1901–1958) magyar–amerikai
- Lamping József (1881–1939)
- Láng Adolf (1848–1913)
- Lantay Attila (1965)
- László György (1896–2004)
- László Tamás (1950)
- Lauber László (1902–1953)
- Lázár Antal (1941)
- Lechner Ödön (1845–1914)
- Lechner Lajos (1833–1897)
- Legány Zoltán (1911–1993)
- Légmann Imre
- Lengyel István
- Létay László (1954–)
- Lévai Andor (1897–1964)
- Ligeti Pál (1885–1941)
- Limburszky József
- Lohr Antal (1824–1887)
- Losonczi Áron (?–)
- Lósy-Schmidt Ede (1879–1948)
- Löffler Béla (1880–?)
- Löffler Sándor
- Löllbach Kálmán
- Lőrincz Ferenc (1942–2007) a Somogyterv Ybl-díjas tervezője
- Lőrinczi Zsuzsa
- Lux Kálmán (1880–1961)
- Lux László (1909–2002)

## M
- M. Hejhál Éva (Miltényiné) (1933)
- Magos (Munk) Dezső (1884–1944)
- Magyar Antal
- Magyar Ede (1877–1912)
- Major Máté (1904–1986)
- Makovecz Imre (1935–2011)
- Málnai Béla (1878–1941)
- Máltás Hugó (1829–1922)
- Mandel Tamás (1930–2003) Ybl Miklós-díjas építész, a Szövterv vezető tervezője
- Margalit Andor (1883–1971[3])
- Margalit Ödön (1886–1958)
- Márkus Géza (1872–1912)
- Márkus János (1931)
- Márkutz József
- Marosi Miklós (1942–2021)
- Maróthy Kálmán (1886–1945)
- Maróti Géza (1875–1941)
- Marschalkó Béla
- Márton Ferenc (1884–1940) festő
- Martsekényi Imre (1898–?)
- Mátis Lajos (1936–2011)
- Mattyók Aladár
- Mayerhoffer András (1690–1771)
- Mayerhoffer János (1721–1780)
- Mayerhoffer András, ifj. (1725–1785)
- Medek J. Vince
- Medgyaszay István (1877–1959)
- Medgyaszay Vilmos
- Medgyes (Messinger) Alajos (1873–1942)
- Méhes Balázs (1949)
- Meinig Artúr (1853–1904)
- Meixner Károly (1853–1895)
- Mellinger Artúr
- Mende Valér (1886–1918)
- Mendele Ferenc
- Mentes Endre (1925–1991)
- Mester Árpád (1927–1992)
- Mikle Károly
- Mikolás Tibor (1924–2014)
- Mináry Olga (1929–2000)
- Miskolczi László
- Moll Elemér (1886–1955)
- Molnár Éva (1935–2020)
- Molnár Farkas (1897–1945)
- Molnár Péter (1925–2000)
- Móry Károly
- Möller István (1860–1934)
- Möller Károly (1894–1945)
- Murádin-Beyer Katalin
- Münnich Aladár

## N
- Nagy Bálint (1931–1982) belsőépítész
- Nagy Elemér (1928–1985)
- Nagy Ervin (1950)
- Nagy István (építész) (1875–1950)
- Nagy Iván
- Nagy József
- Nagy Tamás (1951–2020)
- Nagy Zoltán (1923)
- Nagy Virgil (1859–1921)
- Nay Rezső Rudolf (1853–1907)
- Nemes Roland (?)
- Németh András (1949)
- Németh Tamás (1961)
- Neuschloss Kornél (1864–1935)
- Neÿ Béla
- Novák Ágnes (?–) ökoépítész
- Novák Dániel (1798–1849)
- Novák Ede (1888–1951)
- Novák István (1938)
- Novák Péter (1924–1967)
- Nöpauer Máté (1719–1792)

## Ny
- Nyiri István (1902–1955)

## O, Ó
- Obermayer István (1954)
- Olgyay testvérek
  - Olgyay Aladár (1910–1966)
  - Olgyay Viktor (1910–1964))
- Ongjerth Richárd
- Orth Ambrus (1871–1931)

## P
- Packh János (1796–1839)
- Padányi Gulyás Jenő (1900–1982)
- Pákey Lajos (1853–1921)
- Palóczi Antal (1849–1927)
- Pán József (1810–1890)
- Pantheim József
- Papp László (1929)
- Pataki-Biró Zsolt
- Patartics Zorán
- Pattantyús-Ábrahám Ádám
- Pártos Dezső
- Pártos Gyula (1845–1916)
- Pauer János György
- Paul László (1900–1993) magyar–amerikai
- id. Paulheim Ferenc (1867–1937)
- ifj. Paulheim Ferenc (1898–1974)
- Paulheim István
- Paulheim János (1854–1908)
- Paulheim József (1848–1921)
- Pauló Lenke (1952–)
- Péchy Imre (1937)
- Péchy Mihály (1755–1819)
- Pecz Samu (1854–1922)
- Pelényi Margit
- Perczel Anna (1942)
- Perczel Dénes (1929–2013)
- Perczel Károly
- Perneczky László (1938–)
- Péter Vass Ferenc (1909–1988)
- Petróczy Gábor (?)
- Petrovácz Gyula (1877–1953) templomtervező építészmérnök, országgyűlési képviselő, a fővárosi közgyűlés tagja
- Petschacher Gusztáv (1844–1890) osztrák, magyar
- Peschka Alfréd, dr. (1930–2010)
- Pfaff Ferenc (1851–1913)
- Pitrolffy-Szabó Katalin (Bene Jánosné) (1937)
- Plesz Antal (1930)
- Pogány Frigyes (1908–1976)
- Pogány Móric (1878–1942)
- Polgár János (1938)
- Polinszky Tibor
- Pollack Ágoston (1807–1872)
- Pollack Mihály (1773–1855)
- Pollák Manó (1854–1937)
- Polónyi Károly (1928–2002)
- Pomsár János (1931–2018)
- Pongrácz Pál
- Porgesz József
- Potzner Ferenc (1956)
- Preisich Gábor (1909–1998)
- Prokopp János (1825–1894)
- Pucher József
- Puchner Ferenc (1930)
- Puhl Antal
- Pelényi Margit (1951)

## Q
- Quittner Ervin
- Quittner Zsigmond (1859–1918)

## R
- Rabl Károly (1746–1828)
- Rácz György (1907–1989)
- Radó György
- Rados Jenő (1895–1992)
- Raichle J. Ferenc (1869–1960)
- Rainer Károly (1875–1951)
- Rainer Péter (1949)
- Rajk László (1949–2019)
- Rappant Tamás
- Rátz Mihály
- Ray Rezső Lajos (1845–1899)
- Ray Rezső Vilmos (1876–1938)
- Reimholz Péter (1942–2009)
- Reischl Antal (1916–1978)
- Reischl Gábor
- Reischl Péter (1918–1983)
- Reiss Zoltán (1877–1945)
- Rendes Vilmos
- Rerrich Béla (1881–1932)
- Révész Sámuel (1877–1928)
- Rimanóczy Gyula (1903–1958)
- Ifj. Rimanóczy Gyula (1932–1992)
- Rimanóczy Jenő (1933–)
- Rimanóczy Kálmán (1840–1908)
- Ifj. Rimanóczy Kálmán (1870–1912)
- Rochlitz Gyula (1825–1886)
- Román András
- Román Ernő (1883–1959)
- Román Miklós (1879–1945)
- Róth Imre (Emery Roth) (1871–1948) magyar–amerikai
- Róth Zsigmond
- Rózsa László (1925–1993) az UVATERV Reitter Ferenc díjas osztályvezetője
- Rubik Ernő (1944)
- Rudnai Gyula (1909–1971) építészmérnök

## S
- Salamin Ferenc
- Sándy Gyula (1868–1953)
- Sándy Péter (1937–)
- Sáros László
- Sávoly Pál (1893–1968) Állami és Kossuth-díjas mérnök, statikus, az Erzsébet híd adaptálója
- Schaefer Ferenc (1897–1975) építőmester, 1934-ben vették fel a mérnökök nyilvántartásába. Györgyi Dénes mellett dolgozott, az Iparművészeti Múzeum háború utáni felújítása köthető a nevéhez.
- Schall József (1913–1989)
- Schannen Artúr
- Schannen Ernő (1853–1916)
- Scheer Izidor (1907-től Gondos Izidor)
- Schickedanz Albert (1846–1915)
- Schiller János (1859–1907)
- Schmahl Henrik (1846–1912)
- Schmitterer Jenő (1885–1965)
- Schodits Lajos (1872–1841)
- Scholtz Béla (1931) Alpár Ignác-emlékérmes építészmérnök, a Nyírterv volt műszaki igazgatója
- Schomann Antal
- Schőmer András
- Schőmer Ervin (1908–1982)
- Schőmer Dávid (1970–)
- Schőmer Norbert (1969–)
- Schön Rezső
- Schöntheil Richárd (1874–1944)
- Schulek Frigyes (1841–1919)
- Schulek János (1872–1948)
- Schulcz Ferenc (1838–1870)
- Schulz István (1934–2010)
- Schusbek Pál
- Sebestyén Artúr (1868–1943)
- Sedlmayr János
- Selényi István (1924)
- Siklósi József
- Sipos Edith (1935–2025)
- Skutetzky Sándor
- Sólymos Sándor (1952)
- Somló Emil (1877–1939)
- Somogyi-Soma Katalin (1957–)
- Sós Aladár
- Spiegel Frigyes (1866–1933), iparművész, bútortervező
- Steindl Imre (1839–1902)
- Steiner József (1872–1958)
- Steinhardt Antal (1856–1928)
- Sterk Izidor (1860–1935)
- Stibli Mária
- Stadler József, dr. (1935–2013), a Somogyterv volt igazgatója, főmérnöke
- Storno Ferenc
- Stróbl Miksa
- Sugár Péter (1956)

## Sz
- Szabó Bálint
- Szabó István (1914–1988)
- Szász József
- Szász László (1953)
- Szabó Márton (?–1961) (dobosi Szabó Márton)
- Szabó Márton (1954)
- Szalay János (1920–1981) építőmérnök, egyetemi tanár, tudományos tanácsadó, műszaki tudományok doktor
- Szalkay Jenő (1890–1961)
- Szeder Ferenc
- Szeghalmy Bálint (1889–1963)
- Szegő György
- Székely Béla
- Székely László (1912–1971)
- Székely László (1877–1934)
- Szendrői Jenő (1913–2000)
- Szentkirályi Zoltán (1927–1999)
- Szepesi Viktor
- Szerdahelyi Károly (1931–2007)
- Szeszlér Sándor
- Szigetvári György (1926–2018) Ybl Miklós-díjas építész, Kaposvár díszpolgára
- Sziklai Judit (1954)
- Szilágyi Jenő
- Szivessy Tibor (1884–1963)
- Szkalnitzky Antal (1836–1878)
- Szokolay Örs
- Szömörkényi Rezső
- Szrogh György (1915–1999)
- Sztraka Ernő (1830–1906)

## T
- Milan Tabakovits (Tabakovits Emil, eredetileg Milán; 1860–1946)
- Takách Béla (1874–1947), festő, iparművész
- Takács Gyula (1918–2003) Alpár-díjas építész, az Iparterv igazgatója
- Takács Máté (1937)
- Tamás József (1868–1931), építész
- Tallherr József (1730?–1807)
- Tapavicza Momcsilló
- Tarics Sándor (1913)
- Tarján László (1912–1981) Ybl- és Alpár-díjas építész
- Tarnai László (1933–2005) Ybl- és Alpár-díjas építész, Délterv
- Tauszig Béla (1883–1973) gyémántdiplomás építészmérnök
- Tenke Tibor (1924–1984) a TTI Reitter és Ybl-díjas építésze
- Thoma József (1922–2008)
- Tima Zoltán
- Tóásó Pál (1870–1927)
- Tomay Tamás (1948–2021)
- Ifj. Tomcsányi Mihály (1946)
- Tompos Ernő (1907–1989)
- Tormay Béla (1839–1906)
- Tormay Károly (1804–1871)
- Tornai Endre
- Toroczkai Wigand Ede (1869–1945)
- Töreky Dezső (1937)
- Török Ferenc (1936–2021)
- Tőry Emil (1863–1928)
- Troll István (1955)
- Turányi Gábor (1948–2020)
- Turi Attila

## U, Ú
- Ullmann Gyula (1872–1926)
- Ungár Péter (1945–1988)
- Unger Emil (1839–1873)
- Ulrich Ferenc (1923–2000) Ybl-díjas (1967) építész

## V
- Vadász Bence (1964)
- Vadász György (1933)
- Vadász Mihály
- Vajda Andor
- Vajda Pál
- Vámossy Ferenc
- Vágó József (1877–1947)
- Vágó László (1875–1933)
- Pierre Vago (1910–2002) magyar, francia
- Varga István (1927–2005)
- Varga Levente (1939–2019)
- Vargha Mihály (1952–2010) építész, építészeti szakíró, újságíró
- Varga Péter István
- Varga Tamás
- Vedres György (1934–1987)
- Vermes József (1879–1944)
- Vidarény Iván (1887–1982)
- Vidor Emil (1867–1952)
- Vikár András
- Vince Pál (1909–1994)
- Virág Csaba (1933–2015) Ybl Miklós-díjas építész, egyetemi tanár
- Viszlai József (1959)
- Vojta Donát

## W
- Wagner Gyula (1851–1937)
- Wagner János (1813–1904)
- Wälder Gyula (1884–1944)
- Wank Roland (Roland A. Wank 1898–1970) magyar származású, amerikai építész
- Weber Antal (1823–1889)
- Weichinger Károly (1893–1982)
- Weiner Tibor (1906–1965)
- Weinréb Fülöp (1863–1934)
- Wellisch Alfréd (1854–1941)
- Wellisch Andor (1887–1956)
- Wiegand Ede (1869–1945)
- Wieser Ferenc (1812–1869)
- Winkler Barnabás (1946)
- Winkler Gábor (1941–2015)
- Winkler Oszkár (1907–1984)

## Y
- Ybl Miklós (1814–1891)
- Ybl Lajos (1855–1934)

## Z
- Zalaváry Lajos (1923–2018)
- Zalotay Elemér (1932–)
- Zárug Lukács
- Zielinski Szilárd (1860–1924)
- Zitterbarth János
- Id. Zitterbarth Mátyás
- Ifj. Zitterbarth Mátyás (1803–1867)
- Zoboki Gábor (1963) Ybl Miklós-díjas építészmérnök, a Müpa tervezője
- Zofahl Henrik
- Zofahl Lőrinc (1791 k.–1863)
- Zoltai István (1943)
- Zombory Lajos (1867–1933)
- Zöldy Emil (1916–1982) kétszeres Ybl Miklós-díjas építészmérnök
- Zrumeczky Dezső (1883–1917)

## Zs
- Zsitva Tibor (1941) Ybl Miklós-díjas építész